# ライアン・ベイリー
ライアン・ベイリー（Ryan Bayley, 1982年3月9日 - ）は、オーストラリア・パース出身の自転車競技（トラックレース）選手。チーム東芝（豪）所属。
15歳より競技生活に入り、2001年には当時19歳で世界自転車選手権のケイリンを優勝。2004年アテネオリンピックでは、スプリント決勝でテオ・ボス（オランダ）を2-1で破り、ケイリン決勝では残りあと1周半からそのまま押し切って逃げ切り、2冠を達成した。
しかし、2005年に行われたトラックワールドカップ第3戦で落車したことが尾を引き、2006年に行われたコモンウェルスゲームズではスプリント・ケイリンの2冠を果したものの、その後の世界選手権、北京オリンピックではメダル獲得圏内に入れなかった。
国際競輪にも、これまで2004・2005・2006年に参加し、通算で39戦13勝、優勝1回の成績を挙げている。